# میرزا احمدخان نصیرالدوله بدر
میرزا احمدخان نصیرالدوله  (۱۲۴۹خ رشت - ۱۳۰۹خ تهران) که نام خانوادگی بَدِر برگزید، از پیشگامان آموزش و پرورش مدرن در ایران و دولتمرد دوران قاجار و پهلوی است.

## زندگی‌نامه
پدرش میرزا عبدالوهاب خان ابتدا نصیرالدوله لقب داشت و پس از آنکه در سال ۱۳۰۱ قمری (۱۲۶۲ یا ۱۲۶۳ خورشیدی) لقب آصف‌الدوله گرفت، لقب نصیرالدوله به میرزا احمدخان رسید. او در تهران بنا بر سنت رایج در آن زمان به فراگیری ادبیات فارسی، فقه، اصول، حکمت الهی و همچنین زبان فرانسه و علوم ریاضی پرداخت. در زمان ناصرالدین شاه به‌عنوان منشی دربار برگزیده شد و پس از قتل شاه به خدمت وزارت امور خارجه درآمد. از سال ۱۳۲۲ تا اواخر سال ۱۳۲۴ قمری (۱۲۸۵ خورشیدی)، پس از مأموریت میرزا جواد خان سعدالدوله سمت وزیر مختاری ایران را در بلژیک داشت و در کابینهٔ اول وثوق‌الدوله در اواخر ۱۳۳۴ قمری (اواسط ۱۲۹۵ خورشیدی) به مناسبت بستگی‌ با او (نصیرالدوله برادر زن وثوق‌الدوله بود) معاون و سپس کفیل (سرپرست) وزارت خارجه شد  و در کابینهٔ دوم وثوق‌الدوله معروف به کابینهٔ قرار داد در سال ۱۲۹۷ خورشیدی به وزارت معارف رسید. وی هجدهمین وزیر معارف ایران بود.
'بَدِر مدتی نیز رئیس دیوان عالی تمیز (دیوان عالی کشور) بود و پس از روی کار آمدن رضا شاه در انتخابات دوره ششم مجلس شورای ملی، نامزد نمایندگی از سیرجان شد. انتخابات سیرجان در بهار ۱۳۰۵ متوقف و به پاییز موکول شد و در این بین، میرزا حسن‌خان مستوفی‌الممالک بدر را به کابینه خود برد و بار دیگر وزیر معارف کرد که تا بهمن آن سال در این سمت بود. همزمان با حضور بدر در وزارت معارف، انتخابات سیرجان هم برگزار شد. والی کرمان و خوانین اسفندیاری از بدر حمایت می‌کردند اما حاکم سیرجان حامی رقیب او، سید مصطفی کاظمی بود که در نهایت نام کاظمی به عنوان برنده اعلام و برای او اعتبارنامه صادر شد. اما مجلس اعتبارنامه کاظمی را در ۲۷ فروردین ۱۳۰۶ رد کرد و به جای او، در ۲۸ اردیبهشت ۱۳۰۶ به نمایندگی بدر رأی داد و او که دیگر از وزارت معارف کنار رفته بود، بر کرسی نمایندگی سیرجان نشست.

## اقدامات آموزشی
اولین مؤسسهٔ تربیت معلم برای مدارس ابتدایی در زمان وزارت میرزا احمد خان نصیرالدوله با نام دارالمعلمین مرکزی در سال ۱۲۹۸ خورشیدی تأسیس شد. این مؤسسه در آغاز دو کلاس داشت، یکی کلاسهای ابتدایی و دیگری کلاسهای عالی. مقصود از کلاس ابتدایی، تربیت شاگردان برای تدریس در مدارس ابتدایی بود که بعدها دانشسرای مقدماتی جای آن را گرفت. کلاس عالی نیز جهت تربیت معلم برای دبیرستانها بود که در سالهای بعد دانشسرای عالی جایگزین آن شد. دارالمعلمات نیز که برای تربیت معلمان زن بود در زمان وزارت او تأسیس شد. همچنین مدرسهٔ موسیقی که تا آن زمان وجود نداشت. بدر همچنین نخستین دوره‌های آموزشی شبانه بزرگسالان (اکابر) را در اول مهر ۱۳۰۵ در ده مدرسه تهران با هشتصد دانش آموز دایر کرد. 

## آثار
نصیرالدوله مردی ادیب، خوش‌خط، کتاب‌دوست و متمول بود. تألیفات مهم او عبارتند از: رساله در هندسه، رساله در خواص اعداد، شرح حال حسین بن منصور حلاج، تاریخ نادرشاه افشار، ترجمه زمین یا معرفت‌الارض.  روستای نصیرآباد بدر در شهریار نیز از موقوفات اوست. 
احمد بدر همچون پدرش به علت سکته درگذشت و در صحن عبدالعظیم به خاک سپرده شد.  محمود بدر وزیر دارایی دوران رضاشاه و محمدرضا شاه پسر او بود.